# District de Clamecy
Le district de Clamecy est une ancienne division territoriale française du département de la Nièvre de 1790 à 1795.
Il était composé des cantons de Clamecy, Brinon, Entrains, Tannay et Varzy.